# Glen Graham
Glen Graham (Estados Unidos, 17 de enero de 1904-julio de 1986) fue un atleta estadounidense, especialista en la prueba de salto con pértiga en la que llegó a ser subcampeón olímpico en 1924.

## Carrera deportiva
En los JJ. OO. de París 1924 ganó la medalla de plata en el salto con pértiga, saltando por encima de 3.95 metros, quedando en el podio tras su compatriota Lee Barnes (oro también con 3.95 m pero en menos intentos) y por delante de otro estadounidense James Brooker (bronce con 3.90 metros).